# Lamas (Leiro)
Lamas (llamada oficialmente Santa María de Lamas) es una parroquia del municipio español de Leiro, en la provincia de Orense, Galicia.

## Organización territorial
La parroquia está formada por cinco entidades de población:
- A Serra
- Corneira[6][7]
- Casar (O Casar)
- Nogueira
- Valboa

## Demografía
| Gráfica de evolución demográfica de Lamas entre 2000 y 2022 |
|                                                             |
| Datos según el nomenclátor publicado por el INE.            |

## Patrimonio
- Iglesia de Santa María de Lamas: Está situada a 6 km del cruce de Leiro y a través de una carretera local. Se levanta en las proximidades del lugar en el que estuvo el castillo donde sufrió prisión Alfonso VII. Tanto por su estructura como por los motivos ornamentales, es una muestra del románico rural gallego. Tiene una nave y ábside rectangulares, cubierta por bóveda de madera. En cada uno de sus muros se abren sencillas portas románicas, siendo la más notable la de poniente, con volutas, capiteles y tímpano de características populares.